# Bulworth
Bulworth je američka komedija iz 1998. godine u režiji Warrena Beattyja, koji je napisao i scenarij, te uz Halle Berry igra i glavnu ulogu.

## Radnja
Radnja filma odvija se u posljednjim danima kalifornijske izborne kampanje 1996., gdje se demokratski senator Jay Bulworth bori da bude ponovno izabran.
Nakon nekoliko neprospavanih noći, usred živčanog sloma, zgađen svim lažima, prijevarama i grabežom novca, potpuno izgubljenih iluzija o politici i svijetu oko sebe, Bulworth organizira samoubojstvo unajmivši plaćenog ubojicu da izvrši atentat na njega tijekom zadnjeg vikenda kampanje. Netom ranije je, uz pomoć korumpiranog lobista, vlastiti život osigurao na golem iznos u korist svoje kćeri. No, Bulworthova skorašnja i neminovna smrt donosi mu neočekivane dobiti: slobodu da prvi put u životu progovori brutalno iskreno, u skladu sa svojim starim liberalnim, pa čak i socijalističkim uvjerenjima, i to u formi hip-hop pjesama koje je otkrio nakon susreta s Ninom, prekrasnom inteligentnom Afroamerikankom, odgojenom u duhu šezdesetih. Ponovno zaljubljen, s novim entuzijazmom prema životu, Bulworth sada mora zaustaviti metak kojeg je namijenio samom sebi.

## Vanjske poveznice
- Bulworth u internetskoj bazi filmova IMDb-a
- Bulworth na Rotten Tomatoes
- Bulworth na Box Office Mojo